# Dangerous Passion
Dangerous Passion er en amerikansk film fra 1990 af Michael Miller.

## Medvirkende
- Carl Weathers som Kyle Western
- Billy Dee Williams som Lou Jordan
- Lonette McKee som Meg Jordan
- Michael Beach som Steve
- Charles Boswell som Frank Carmen
- L. Scott Caldwell som Ruby
- Elpidia Carrillo som Angela